# Lativ
Lativ (zkratka LAT) je mluvnický pád, který vyjadřuje pohyb na nějaké místo. Vyskytuje se v některých uralských jazycích, např. ve finštině, votštině, erzje, mokše nebo východní marijštině, ale také v severovýchodokavzských jazycích, jako je didojština, kapučtina a chvaršijština.
Ve finštině je lativ již pádem zastaralým a objevuje se jen v některých příslovcích, jako je např. alas („dolů“), pois („pryč“) nebo rannemmas („blíž ke břehu“). Tvoří se pomocí sufixu -s.